# Arrondissements du Gers

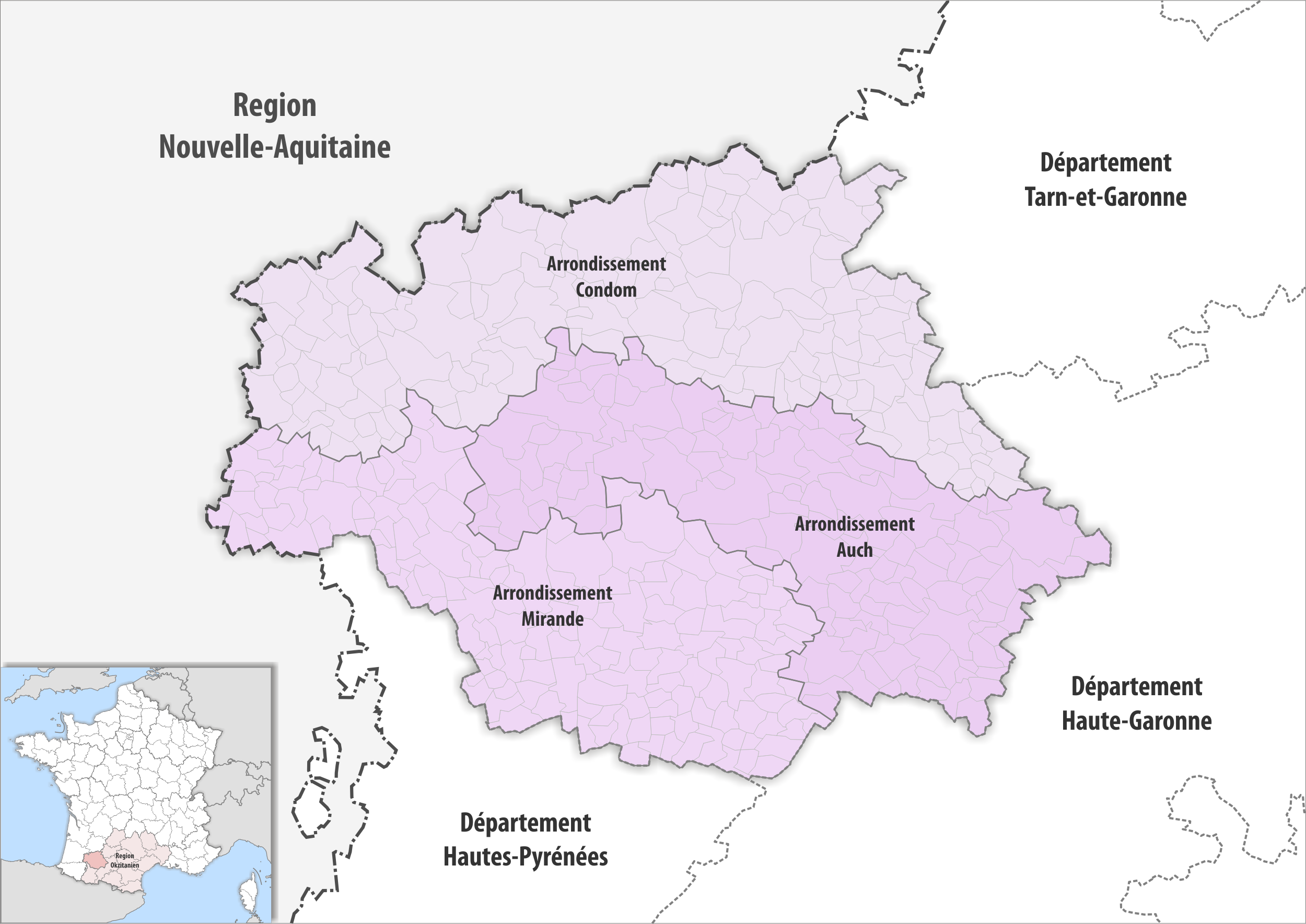
Les arrondissements du Gers en 2019.

Le département du Gers comprend trois arrondissements.

## Composition
| Nom                       | Code Insee | Superficie (km2) | Population (dernière pop. légale) | Densité (hab./km2) | Modifier             |
| ------------------------- | ---------- | ---------------- | --------------------------------- | ------------------ | -------------------- |
| Arrondissement d'Auch     | 321        | 1 923,50         | 84 144 (2022)                     | 44                 | modifier les données |
| Arrondissement de Condom  | 322        | 2 462,20         | 67 301 (2022)                     | 27                 | modifier les données |
| Arrondissement de Mirande | 323        | 1 871,20         | 41 204 (2022)                     | 22                 | modifier les données |
| Gers                      | 32         | 6 257,00         | 192 649 (2022)                    | 31                 | modifier les données |

## Histoire
- 1790 : création du département du Gers avec six districts : Auch, Condom, L'Isle-Jourdain, Lectoure, Mirande, Nogaro
- 1800 : création des arrondissements : Auch, Condom, Lectoure, Lombez, Mirande
- 1926 : suppression des arrondissements de Lectoure et Lombez